# Baschalvasee
Der Baschalvasee ist ein Bergsee im Schweizer Kanton St. Gallen. Der abflusslose See liegt am Nordabhang des Pizol auf 2174 m ü. M. Die 5-Seen-Wanderung führt an ihm vorbei.